# Nobiltà olandese

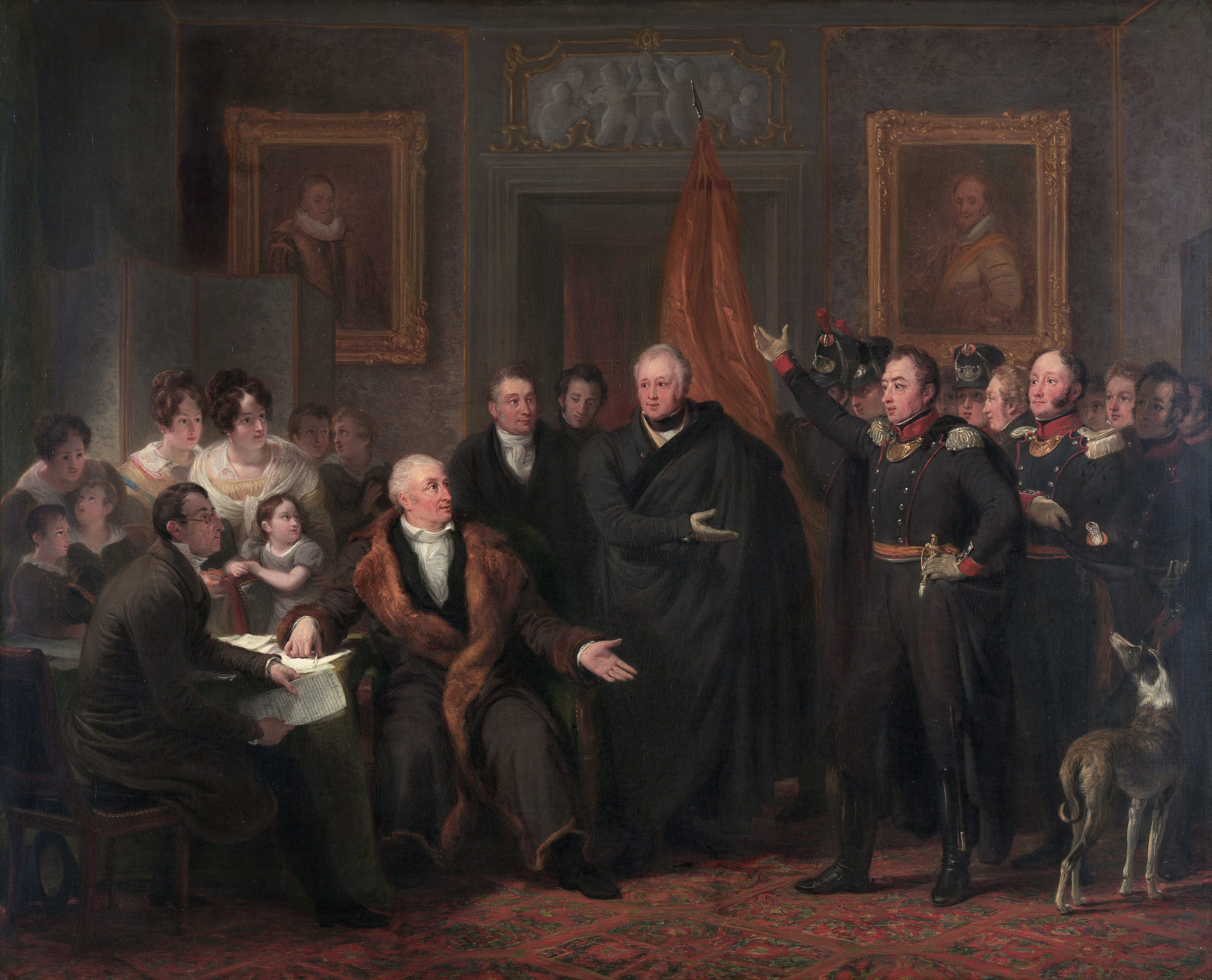
Il Driemanschap assume il potere nel 1813 (dipinto di Jan Willem Pieneman)

La nobiltà olandese comprende tutti gli individui e le famiglie riconosciute dal Regno dei Paesi Bassi come membri della classe aristocratica, ovvero godenti di privilegi ereditari. Essa è regolata dall'Hoge Raad van Adel (Sommo Consiglio della Nobiltà) preposto a questo compito dal 1 agosto 1994, istituzione ufficiale di stato dei Paesi Bassi.

## Storia
Nel periodo compreso tra il 1581 ed il 1795, quando i Paesi Bassi erano una repubblica (Repubblica delle Sette Province), la nobiltà nativa continuò ad avere un ruolo costituzionale importante nella società dell'epoca. In ciascuna provincia, infatti, la nobiltà era organizzata in cavalierati e manteneva una propria rappresentanza negli Stati Provinciali. Nel 1795, dopo la Rivoluzione batava, la nobiltà venne inizialmente abolita.
Con la formazione del Principato sovrano dei Paesi Bassi Uniti nel 1813, i diritti della nobiltà vennero ripristinati. La Costituzione stabilì che la nobiltà sarebbe stata garantita dal re, fatto chiarificato dal sovrano stesso col decreto n.60, siglato il 13 febbraio 1815. Inizialmente le concessioni vennero fatto per ristabilire i cavalierati precedenti, ma nel corso degli anni avvennero numerose incorporazioni ed elevazioni autonome rispetto alla tradizione. Per "riconoscimenti" si intendevano i titoli esistenti prima del 1795, col termine di "incorporazioni" si indicavano i titoli della nobiltà straniera passati nel sistema nobiliare olandese e con quello di "elevazione" si indicavano i titoli di nuova costituzione. I collegi elettorali per le elezioni (indirette) del Senato e della Camera dei Comuni degli Stati Generali dei Paesi Bassi prevedevano tra gli altri anche la classe dei cavalieri, composta appunto da aristocratici. Nel 1814, Guglielmo I fondò l’Hoge Raad van Adel come corpo con valore consultivo per ripristinare l'antica nobiltà. Da quel momento in poi vennero proclamate nuove famiglie nobili sotto il nuovo regno dei Paesi Bassi. Il Consiglio, inoltre, iniziò a tenere un vero e proprio registro della nobiltà noto col nome di filiatieregister.
Con l'emendamento costituzionale del 1848, venne abolita la società feudale ed il ruolo costituzionale della nobiltà ebbe fine. L'unico privilegio mantenuto dall'aristocrazia fu il possesso del proprio titolo nobiliare. Nel 1994 questo articolo venne rimpiazzato da un Nobility Act separato che codificò la pratica esistente. Secondo questa legge, la nobiltà può essere concessa secondo le tre differenti vie esplicate in precedenza, anche se le nomine sono state di molto ridotte. L'ultima elevazione risale infatti al 1939 ed è stata praticamente abolita dal consiglio dei ministri nel 1953, ridotta alla sola famiglia reale, lasciando il riconoscimento dei meriti dei singoli alle decorazioni di stato. L'ultima elevazione nella nobiltà olandese ha riguardato la principessa Maxima con decreto reale del 25 gennaio 2002 (Government Gazette n.41), per il suo matrimonio col principe d'Orange.

## Titoli
La nobiltà olandese è ereditabile esclusivamente per linea maschile, il che significa che le figlie femmine di un nobile, pur essendo ascritte nell'aristocrazia, non sono in grado di trasmetterla ai loro figli. A chiunque può essere garantita la nobiltà per "riconoscimento" di titolo indigeni esistenti prima del 1795 o per "incorporazione" di titoli stranieri nella nobiltà o anche per "elevazione". Sette sono i titoli della nobiltà, posti in ordine di precedenza:
- principe
- duca
- marchese
- conte
- visconte
- barone
- cavaliere ereditario[7]